# Eliza Pottie
Eliza Pottie, född 1837, död 1907, var en australiensisk kvinnorättsaktivist.
Hon var en av ledande figurerna i den lokala rösträttsrörelsen i New South Wales.